# Why Me?
Why Me? (рус. Почему я?) — песня, исполняемая певицей Линдой Мартин и победившая на конкурсе песни Евровидение в 1992 году со 155 баллами. Это была первая победа Ирландии на данном конкурсе из серии в три подряд идущие победы, и четвёртая победа страны в конкурсе в целом. Песня — о том, как повезло лирической героине с возлюбленным, и её размышлениях, почему именно ей так повезло.
В UK Singles Chart песня продержалась две недели, достигнув на пике 59 позиции.